# Tubsat-N
Tubsat-N — немецкий малогабаритный спутник связи, разработанный Берлинским техническим университетом. Был запущен 7 июля 1998 года российской подводной лодкой К-407 Новомосковск в Баренцевом море с помощью ракеты «Штиль».
Тубсат-Н имел массу 8,0 кг (17,60 фунт) и габариты 32 × 32 × 10,4 см. Орбита этого спутника имела перигей 400 км (240 ми) и апогей 776 км (482 миль).